# Santa Croce sull'Arno
Santa Croce sull'Arno è un comune italiano di 14 928 abitanti della provincia di Pisa in Toscana.
La sua altitudine massima è di 30 metri sul territorio di Staffoli.
Situato nel Valdarno inferiore, è un importante centro manifatturiero che fonda la propria economia sulla lavorazione ed esportazione di cuoio e pelle.

## Storia
Santa Croce sull'Arno fonda le proprie origini nell'Alto Medioevo, non esistono documenti ufficiali dell'esistenza della cittadina fino al XIII secolo. In quegli anni la cittadina era un castello che rivaleggiava, specialmente per la gestione delle risorse agricole, con il vicino comune di Fucecchio. Nel 1330 dopo varie vicissitudini il comune passa sotto la giurisdizione di Firenze, da allora Santa Croce sull'Arno ne seguirà il destino fino al 1925, quando il comune verrà trasferito alla provincia di Pisa.

## Monumenti e luoghi d'interesse

### Architetture religiose
- Chiesa di San Rocco
- Chiesa di Santa Cristiana
- Collegiata di San Lorenzo
- Chiesa di Sant'Andrea

### Architetture civili
- Villa Vettori Bargagli
- Teatro Verdi
- PalaParenti
- Palazzo Vettori (Sede della Biblioteca Comunale)
- Villa Pacchiani, XVIII secolo
- Villa Conforti, XVIII secolo (situata all'angolo tra Via Donica e Via Pisacane)
- Palazzo Berti
- Palazzo del Falcone
- Palazzo dell'Abate - Palazzo Menicucci, antica sede comunale nel corso dell'800, ubicato in centro storico in via Giosuè Carducci n. 24, di origine quattrocentesca, rivisto nel suo insieme alla fine del '600, con portali interni ed esterni in pietra serena, soffitti a cassettone altezza ml. 4,5 scala principale in pietra. La sede del Comune in un primo tempo fu in questo Palazzo, detto dei Menicucci, fra i cui componenti c'era un Priore che realizzò l'ampliamento della Chiesa collegiata in Corso Mazzini.
- Palazzo Lami - Turi "Giovanni Lami"
- Palazzo del Fabbri, antica Torre del Leone, situato in Contrada San Niccolò [Via Santa Cristiana], antica sede del Comune dal 1331 fino al 1814
- Torre Spartabrighe, situata in Contrada La Croce (Via Turi), si affaccia sull'oratorio del centro parrocchiale
- Albergo dell'Angelo
- Casa natale di Cristiano Banti
- Palazzo Traballesi, in angolo via provinciale Francesca Sud e Via Puccioni, lato Rampa Lami
- Palazzo Duranti
- Palazzo rosso "dei Mattoni", XX secolo, Palazzo in stile architettonico razionalista, attuale sede dell'Ente comunale

### Altro
Il 20 ottobre 2017 è stata inaugurata la rotonda dell'Immensità dedicata ai 55 anni di attività del popolare concittadino Don Backy ed in particolare i 50 anni dall'uscita del brano al Festival di Sanremo nel 1967. La rotonda è formata da un cerchio su cui sono issate le lettere "DON BACKY" e "L'IMMENSITÀ" in ottone, inoltre sul cerchio sono incise una farfalla, un fiore e una strofa della canzone.

## Società

### Evoluzione demografica
Abitanti censiti

### Etnie e minoranze straniere
Secondo i dati ISTAT al 31 dicembre 2018 la popolazione straniera residente era di 3 403 persone.
Le nazionalità maggiormente rappresentate in base alla loro percentuale sul totale della popolazione residente erano:
- Albania 1109 7,6%
- Senegal 1021 7%
- Marocco 367 2,51%

## Cultura

### Eventi
Tra i vari eventi ospitati all'interno del territorio comunale si ricordano in particolare:
- Carnevale santacrocese, manifestazione che per la bellezza e la cura dei minimi particolari dei suoi costumi, si è conquistata l´appellativo di carnevale d´autore.[9] Consta in una serie di iniziative che culminano con le sfilate che si celebrano per le vie del centro dal 1928, dove si sfidano i quattro gruppi carnevaleschi del paese.
- Festa dell'amaretto santacrocese, intenta a celebrare il dolce tipico di Santa Croce sull'Arno, si svolge tra la prima e la seconda settimana di dicembre. La sagra coinvolge tutti i fornai del paese, che si sfidano in una gara che ha in palio il cosiddetto "amaretto d'oro".
- Festa "al Guerrini", festa tradizionale che si svolge in una domenica ricadente tra fine maggio ed inizio giugno, dove i cittadini si riuniscono al Parco della Villa di Poggio Adorno, dove si tengono spettacoli, musica e varie attività.
- 8 marzo, Festa della Donna, dall'anno 2020, il Consiglio Comunale ha programmato di premiare 8 donne che svolgono attività imprenditoriali sul territorio con una cerimonia in Comune la mattina dell'8 marzo.

## Geografia antropica

### Frazioni
Secondo lo statuto comunale, l'unica frazione del comune è quella di Staffoli. che per poco ricade nel confinante comune di Castelfranco di Sotto.
Altre località minori del territorio sono quelle di Baldacci, Bocciardi, Carmignano, Casoni, Castellare, Cerri, Chimenti, Pieraccioni, Sartini, Tramontano e La Rocca.

## Economia
L'economia santacrocese si basa sull'industria e soprattutto sul commercio del cuoio e della pelle, vi sono infatti moltissime concerie ed aziende di produzione di macchinari e prodotti chimici utili per la lavorazione della pelle. L'industria della pelle, inoltre, favorisce lo sviluppo di servizi di trasporti di questo materiale.
L'industria della pelle non si limita soltanto alla produzione della comune pelle di vitello, bensì si estende anche alla concia di pellami pregiati, quali struzzo, alligatore, coccodrillo, pitone. Le concerie santacrocesi che producono questi pellami partecipano ogni anno alla fiera LineaPelle, punto di incontro a livello internazionale per gli operatori della pelletteria di lusso.

## Amministrazione
Di seguito è presentata una tabella relativa alle amministrazioni, Sindaci, Podestà e Commissari prefettizi che si sono succedute in questo comune. 
| Periodo                                                    | Periodo           | Primo cittadino                                                                                           | Partito                                                                   | Carica  | Note   |
| ---------------------------------------------------------- | ----------------- | --- | ------------------------------------------------------------------------- | ------- | ------ |
| 4 luglio 1865                                              | 18 settembre 1865 | Michel'Angiolo Nistri                                                                                     | Liberale                                                                  | Sindaco | [ 10 ] |
| 18 settembre 1865                                          | dicembre 1870     | Ulisse Duranti                                                                                            | Liberale                                                                  | Sindaco | [ 10 ] |
| gennaio 1871                                               | novembre 1871     | Giovacchino Orsi                                                                                          | Liberale                                                                  | Sindaco | [ 10 ] |
| novembre 1871                                              | dicembre 1871     | Orazio Rosselli Del Turco                                                                                 | Liberale                                                                  | Sindaco | [ 10 ] |
| dicembre 1871                                              | marzo 1877        | Giuseppe Prato Lami                                                                                       | Liberale                                                                  | Sindaco | [ 10 ] |
| marzo 1877                                                 | novembre 1877     | Pietro Rossi                                                                                              | Liberale                                                                  | Sindaco | [ 10 ] |
| 28 settembre 1877 (ordinazione), novembre 1877 (effettivo) | dicembre 1882     | Serafino Berti                                                                                            | Liberale                                                                  | Sindaco | [ 10 ] |
| gennaio 1883                                               | 3 maggio 1883     | Michele Innocenti                                                                                         | Liberale                                                                  | Sindaco | [ 10 ] |
| 3 maggio 1883                                              | agosto 1887       | Pietro Della Bianca                                                                                       | Liberale                                                                  | Sindaco | [ 10 ] |
| agosto 1887                                                | marzo 1888        | Serafino Berti, Francesco Banti, Giovacchino Orsi                                                         | Liberale                                                                  | Sindaco | [ 10 ] |
| ottobre 1889                                               | aprile 1889       | Cesare Berti                                                                                              | Liberale                                                                  | Sindaco | [ 10 ] |
| aprile 1889                                                | gennaio 1893      | Pietro Della Bianca                                                                                       | Liberale                                                                  | Sindaco | [ 10 ] |
| gennaio 1893                                               | 25 marzo 1893     | Serafino Berti                                                                                            | Liberale                                                                  | Sindaco | [ 10 ] |
| 26 marzo 1893                                              | dicembre 1897     | Gaetano Bartolini                                                                                         | Liberale                                                                  | Sindaco | [ 10 ] |
| dicembre 1897                                              | luglio 1901       | Valentino Giannotti                                                                                       | Liberale                                                                  | Sindaco | [ 10 ] |
| luglio 1901                                                | febbraio 1902     | Serafino Berti                                                                                            | Liberale                                                                  | Sindaco | [ 10 ] |
| febbraio 1902                                              | settembre 1902    | Valentino Giannotti                                                                                       | Liberale                                                                  | Sindaco | [ 10 ] |
| 10 settembre 1902                                          | luglio 1905       | Francesco Della Bianca                                                                                    | Liberale                                                                  | Sindaco | [ 10 ] |
| luglio 1905                                                | settembre 1905    | Valentino Giannotti                                                                                       | Liberale                                                                  | Sindaco | [ 10 ] |
| 19 maggio 1906                                             | gennaio 1911      | Ugo Ultimo Vallini                                                                                        | Partito Socialista Italiano                                               | Sindaco | [ 10 ] |
| gennaio 1911 (nominato), marzo 1911 (effettivo)            | 6 luglio 1911     | Ugo Nuti                                                                                                  | commissario prefettizio                                                   | Sindaco | [ 10 ] |
| 6 luglio 1911                                              | maggio 1920       | Torquato Lami                                                                                             | Liberale                                                                  | Sindaco | [ 10 ] |
| maggio 1920                                                | ottobre 1920      | Carlo Santarlasci                                                                                         | commissario prefettizio                                                   | Sindaco | [ 10 ] |
| 24 ottobre 1920                                            | marzo 1921        | Bruno Gufoni                                                                                              | Partito Socialista Italiano                                               | Sindaco | [ 10 ] |
| marzo 1921                                                 | marzo 1923        | Silvio Grappolini, Umberto Castellani, Corrado De Gilles, Giovanni Orrico, Alberto Doddoli, Torquato Lami | commissari prefettizi                                                     | Sindaco | [ 10 ] |
| 13 marzo 1923                                              | luglio 1929       | Rino Vanni                                                                                                | Partito Nazionale Fascista                                                | Sindaco | [ 10 ] |
| luglio 1929                                                | 24 dicembre 1929  | Giuseppe Rossi                                                                                            | commissario prefettizio                                                   | Sindaco | [ 10 ] |
| 24 dicembre 1929                                           | agosto 1933       | Torquato Lami                                                                                             | Partito Nazionale Fascista                                                | Sindaco | [ 10 ] |
| agosto 1933                                                | febbraio 1935     | Giuseppe Rossi                                                                                            | commissario prefettizio                                                   | Sindaco | [ 10 ] |
| febbraio 1935                                              | aprile 1936       | Alberto Cicognani                                                                                         | commissario prefettizio, Partito Nazionale Fascista                       | Sindaco | [ 10 ] |
| aprile 1936                                                | giugno 1936       | Paolino Berardengo                                                                                        | commissario prefettizio                                                   | Sindaco | [ 10 ] |
| luglio 1936                                                | luglio 1939       | Alberto Cicognani                                                                                         | commissario prefettizio, Partito Nazionale Fascista                       | Sindaco | [ 10 ] |
| luglio 1939                                                | luglio 1940       | Raffaele Serena                                                                                           | commissario prefettizio                                                   | Sindaco | [ 10 ] |
| luglio 1940                                                | febbraio 1943     | Ugo Ugherini                                                                                              | commissario prefettizio, Partito Nazionale Fascista                       | Sindaco | [ 10 ] |
| febbraio 1943                                              | 13 luglio 1943    | Marino Nieri                                                                                              | commissario prefettizio                                                   | Sindaco | [ 10 ] |
| 13 luglio 1943                                             | 26 agosto 1943    | Ugo Ugherini                                                                                              | commissario prefettizio, Partito Nazionale Fascista                       | Sindaco | [ 10 ] |
| 26 agosto 1943                                             | 21 settembre 1943 | Ultimo Ugo Vallini                                                                                        | commissario prefettizio, Partito Socialista Italiano                      | Sindaco | [ 10 ] |
| 21 settembre 1943                                          | giugno 1944       | Aldino Boldrini                                                                                           | commissario prefettizio, Partito Socialista Italiano                      | Sindaco | [ 10 ] |
| giugno 1944                                                | 5 settembre 1944  | Giulio Checcucci                                                                                          | commissario prefettizio                                                   | Sindaco | [ 10 ] |
| 5 settembre 1944                                           | 20 aprile 1946    | Delio Nazzi                                                                                               | C.L.N.                                                                    | Sindaco | [ 10 ] |
| 20 aprile 1946                                             | 16 ottobre 1946   | Delio Nazzi                                                                                               | Socialcomunista                                                           | Sindaco | [ 10 ] |
| 16 ottobre 1946                                            | 26 settembre 1961 | Giovanni Meacci                                                                                           | Socialcomunista-Lista del Popolo                                          | Sindaco | [ 10 ] |
| 26 settembre 1961                                          | 28 giugno 1985    | Adrio Puccini                                                                                             | Partito Comunista Italiano-Lista del Popolo                               | Sindaco | [ 10 ] |
| 28 giugno 1985                                             | 27 giugno 1988    | Maria Taddei in Blenda                                                                                    | Partito Comunista Italiano                                                | Sindaco | [ 10 ] |
| 27 giugno 1988                                             | 30 luglio 1990    | Maurizio Signorini                                                                                        | Partito Comunista Italiano                                                | Sindaco | [ 10 ] |
| 30 luglio 1990                                             | 24 aprile 1995    | Maurizio Signorini                                                                                        | Partito Democratico della Sinistra, Partito Comunista Italiano            | Sindaco | [ 10 ] |
| 24 aprile 1995                                             | 14 giugno 1999    | Maurizio Signorini                                                                                        | lista civica di sinistra Progressisti per Santa Croce                     | Sindaco | [ 10 ] |
| 14 giugno 1999                                             | 14 giugno 2004    | Maurizio Signorini                                                                                        | lista civica di centro-sinistra Santa Croce Democratica                   | Sindaco | [ 10 ] |
| 14 giugno 2004                                             | 8 giugno 2009     | Osvaldo Ciaponi                                                                                           | lista civica di centro-sinistra Santa Croce Democratica                   | Sindaco | [ 10 ] |
| 8 giugno 2009                                              | 26 maggio 2014    | Osvaldo Ciaponi                                                                                           | lista civica di centro-sinistra Ciaponi sindaco                           | Sindaco | [ 10 ] |
| 26 maggio 2014                                             | 27 maggio 2019    | Giulia Deidda                                                                                             | lista civica di centro-sinistra Con Giulia Deidda sindaco                 | Sindaco | [ 10 ] |
| 27 maggio 2019                                             | 10 giugno 2024    | Giulia Deidda                                                                                             | lista civica di centro-sinistra Con Giulia Deidda sindaco                 | Sindaco | [ 10 ] |
| 11 giugno 2024                                             | In carica         | Roberto Giannoni                                                                                          | lista civica di centro-destra Insieme con Giannoni Sindaco - Forza Italia | Sindaco | [ 10 ] |

### Gemellaggi
Dal 5 settembre 2015 è gemellata con il comune francese di Salindres.

## Sport
Pallavolo
La Volley Lupi Santa Croce gioca nel campionato maschile di Serie A2. Disputa le gare al PalaParenti. Fino al 2012 il Volley Donne Santa Croce ha militato in serie A2 femminile. 
Calcio
Ha sede nel comune la società Unione Calcio Cuoiopelli, che disputa gli incontri allo Stadio Libero Masini. La Società Atletico Santacroce ha invece partecipato a campionati dilettantistici regionali.
Ciclismo.
A Santa Croce sull'Arno si svolge annualmente, dal 1946, il Gran Premio Industria del Cuoio e delle Pelli, gara riservata ai dilettanti e organizzata dall'U.C. Santa Croce sull'Arno.